# Автошлях Т 2612
Автошля́х Т 2612 — автомобільний шлях територіального значення у Чернівецькій області. Пролягає територією Дністровського району від перетину з Р63 через станцію Васкауци — Шишківці — пункт контролю Вашківці. Загальна довжина — 10,6 км.

## Маршрут
Автошлях проходить через такі населені пункти:
| Автошлях Т 2612           |     |
| Чернівецька область       |     |
| Дністровський район       |     |
|                           | Р63 |
| станція Васкауци          |     |
| Шишківці                  |     |
| Вашківці                  |     |
| Вашківці (пункт контролю) |     |